# Epirrhoe timozzaria
Epirrhoe timozzaria là một loài bướm đêm trong họ Geometridae.